# Pleščejevo jezero
Pleščejevo jezero (rusky Плещеево озеро nebo Переславское озеро) je morénové jezero na jihozápadě Jaroslavské oblasti v Rusku. Má rozlohu 50,8 km². Dosahuje maximální hloubky 25 m.

## Pobřeží
Jezero má kulatý tvar.

## Vodní režim
Zdrojem vody jsou převážně sněhové srážky. Rozsah kolísání úrovně hladiny je 1,3 m. Zamrzá v listopadu a rozmrzá v dubnu. Do jezera ústí řeka Trubež. Odtéká z něj řeka Vjoksa.

## Využití
Průmyslově zpracovávané ryby jsou sízy, okoun říční, okouni a ježdíci. Na jihovýchodním břehu leží město Pereslavľ-Zalesskij.

## Historie
Na konci 17. století byla na jezeře postavena zábavná učební flotila Petra I.